# Sainte-Marguerite-sur-Duclair
Sainte-Marguerite-sur-Duclair – miejscowość i gmina we Francji, w regionie Normandia, w departamencie Sekwana Nadmorska.
Według danych na rok 1990 gminę zamieszkiwało 1425 osób, a gęstość zaludnienia wynosiła 196 osób/km² (wśród 1421 gmin Górnej Normandii Sainte-Marguerite-sur-Duclair plasuje się na 156. miejscu pod względem liczby ludności, natomiast pod względem powierzchni na miejscu 517.).